# John Carney
Ne doit pas être confondu avec John C. Carney.
Pour les articles homonymes, voir Carney.
John Carney est un réalisateur et scénariste irlandais, né en 1972 à Dublin. Son plus grand succès à ce jour est le film Once, sorti en 2007. Il est aussi le cocréateur de la série télévisée irlandaise Bachelors Walk.

## Biographie
John Carney débute comme bassiste du groupe irlandais de rock The Frames entre 1991 et 1993, dont il réalise aussi les clips vidéo. Il écrit et dirige ensuite deux courts métrages avant de se lancer dans la fabrication de son premier film. Avec Tom Hall, il écrit et dirige November Afternoon, son premier long métrage, en 1996. Le film reçut un très bon accueil au point de se voir décerner le prix du meilleur film irlandais de l’année par le Irish Times. Il s’agit d’un film à petit budget, tourné en noir et blanc qui raconte l’histoire de deux couples dont les relations commencent à s’effriter au cours d’un week-end. Carney a de plus écrit un morceau de jazz inséré dans la musique du film.
Le film suivant est un drame du nom de Park qui fut projeté pour la première fois lors du Dublin Film Festival de 1999. De nouveau coécrit et coréalisé avec Tom Hall, il raconte l’histoire d’une fille violée par un pédophile. Le film n’eut que peu de succès.
Deux ans plus tard, en 2001, il coécrit et dirige On the Edge. Le film est joué par Cillian Murphy et Stephen Rea et est produit par Universal Studios. Il reçut le prix du Hitchcock d'argent au Festival du film britannique de Dinard en 2001. Le nom du film a été changé pour la sortie aux États-Unis en Catch the Sun.
La même année il coécrit et codirige (avec son frère Ciarán Carney et Tom Hall) l’énorme succès de la télévision irlandaise RTÉ Bachelors Walk. Cette série qui va durer trois ans est un des plus gros succès de l’histoire de la télévision irlandaise.
En 2003, il coécrit et codirige le film Zonad avec Ciarán Carney et Tom Hall. C’est l’histoire d’un condamné évadé de prison qui fait croire à tous les habitants d’un petit village irlandais qu’il est un extraterrestre. Le film qui met en scène les acteurs Simon Delaney and Cillian Murphy est un film à très petit budget et n’est jamais sorti sur les écrans.
John Carney réalise ensuite Once, qui sort en 2007. Cette comédie musicale met en scène le leader des Frames, Glen Hansard et Markéta Irglová, une musicienne tchèque. La première projection du film eu lieu au Galway Film Fleadh, mais la première officielle du film se fit lors du Festival du film de Sundance en janvier 2007. Il y gagne d’ailleurs le prix du meilleur film international. Once est un succès phénoménal, gagnant 7 millions de dollars lors de ses trois premiers mois de distribution dans le monde.

## Filmographie
Sauf indication contraire, les informations mentionnées dans cette section peuvent être confirmées par la base de données cinématographiques IMDb,  présente dans la section « Liens externes ».

### Comme réalisateur et scénariste

#### Cinéma
- 1996 : November Afternoon
- 1999 : Park
- 2001 : La Vie à la folie (On the Edge)
- 2003 : Zonad (court métrage)
- 2006 : Once
- 2009 : Zonad
- 2012 : The Rafters
- 2013 : New York Melody (Begin Again)
- 2016 : Sing Street (également producteur)
- 2023 : Flora et Max : un air de famille (Flora and Son)

#### Télévision
- 2001-2003 : Bachelors Walk (série TV) - 10 épisodes
- 2006 : Bachelors Walk Christmas Special (téléfilm)

### Comme compositeur
- 1995 : The Life of Reilly (court métrage) d'Alan Archbold
- 1996 : November Afternoon
- 1999 : Park
- 2001 : La Vie à la folie (On the Edge)
- 2010 : Sensation de Tom Hall
- 2013 : New York Melody (auteur des titres Step You Can't Take Back et Like A Fool)

## Récompenses et distinctions
- Festival du film britannique de Dinard 2001 : Hitchcock d'argent pour On the Edge
- Festival du film britannique de Dinard 2016 : Hitchcock d'or et prix du scénario pour Sing Street